# Biscuit Plasmon
Ne doit pas être confondu avec Plasmon.

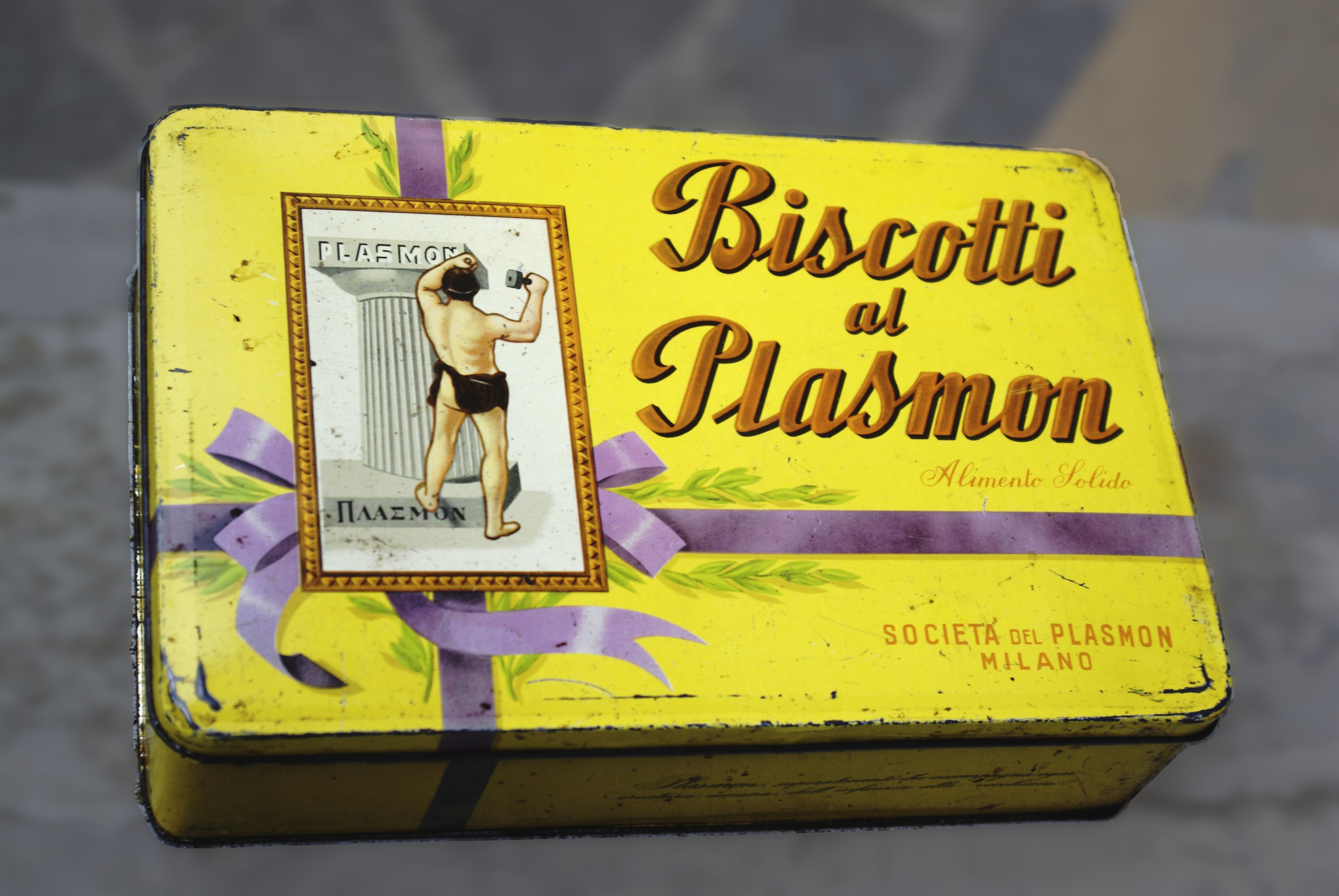
Boite de biscuits Plasmon datant des années 1960 en Italie.

Les biscuits Plasmon sont des biscuits destinés aux bébés et aux jeunes enfants.

## Historique
La marque a été créée en Italie en 1902 par le docteur Cesare Scotti, à partir de « plasmon », un lait artificiel en poudre d'origine allemande. Au début du XXIe siècle, elle est détenue par le groupe agroalimentaire américain Heinz.
Dans les années 1950 et 1960, ces biscuits sont, comme de nombreux autres aliments de l'enfant de l'époque en France et en Italie, l'objet de publicité vantant des effets bénéfiques pour la santé de l'enfant. Ces arguments disparaissent totalement dans les décennies suivantes.
À partir de 2014, leur forte teneur en sucres et la présence dans leur composition d'esters glycidyliques, constituants génotoxiques et cancérigènes de l'huile de palme, sont dénoncées,,. Cela amène la marque à remplacer l'huile de palme par des huiles de tournesol et d'olive à partir de 2023.